# ديريك نورمان ليهمر
ديريك نورمان ليهمر (بالإنجليزية: Derrick Norman Lehmer)‏ هو عالم رياضيات أمريكي عمل في نظرية الأعداد.